# Seznam generálních sekretářů Italské biskupské konference
Italská biskupská konference měla od svého vzniku v roce 1952 tyto generální sekretáře: 
- Giovanni Urbani (1952–1953)
- Alberto Castelli (1954–1966)
- Andrea Pangrazio (1966–1972)
- Enrico Bartoletti (1972–1976)
- Luigi Maverna (1976–1982)
- Egidio Caporello (1982–1986)
- Camillo Ruini (1986–1991)
- Dionigi Tettamanzi (1991–1995)
- Ennio Antonelli (1995–2001)
- Giuseppe Betori (5. duben 2001 – 20. říjen2008)
- Mariano Crociata (20. říjen 2008 – 19. listopadu 2013)
- Nunzio Galantino, od 28. prosince 2013 (ad interim, tedy bez udání funkčního období)